# Lunda Południowa
Lunda Południowa (port. Lunda-Sul) – jedna z 18 prowincji Angoli, znajdująca się w północno-wschodniej części kraju. Ma powierzchnię 77 636 km², a jej stolicą jest Saurimo.
Graniczy na północy z Lundą Północną, na wschodzie rzeka Kasai wyznacza granicę z Demokratyczną Republiką Konga. Na południu graniczy z Moxico i na zachodzie z prowincjami Bié i Malanje.
Największymi grupami etnicznymi w prowincji są Lunda-Chokwe, którzy są powiązani historycznie i kulturowo.
Prowincja zdominowana jest przez suchą sawannę, jedynie w dolinie rzeki Kasai znajdują się pozostałości lasu tropikalnego.

## Gospodarka
- Rolnictwo: maniok, kukurydza, ryż, orzeszki ziemne, bataty i ananasy[1]
- Minerały: diamenty, mangan i żelazo[1]
- Przemysł: materiały budowlane[2]

## Podział administracyjny
Prowincję tworzą 4 hrabstwa:
| - Dala - Kakolo - Mukonda - Saurimo |